# هوغو ميراندا (دراج)
هوغو ميراندا (بالإسبانية: Hugo Miranda)‏ هو دراج تشيلي، ولد في 6 ديسمبر 1925.

## وصلات خارجية
- هوغو ميراندا على موقع أرشيف الدراجات (الإنجليزية)
- هوغو ميراندا على موقع إحصائيات الدراجات الإحترافية (الإنجليزية)
- هوغو ميراندا على موقع أوليمبيديا (الإنجليزية)